# Ачи (станция)
Ачи́ — грузопассажирская железнодорожная станция Северо-Кавказской железной дороги в Дагестане. Располагается на линии Махачкала — Дербент, в поселке Ачи-Су.
Станция была основана в 1928 году.

## Производимые операции
Ачи представляет собой грузопассажирскую станцию. На станции осуществляются следующие грузовые и пассажирские коммерческие операции:
- Продажа билетов на поезда местного и дального следования.
- Приём и выдача грузов повагонными отправками открытого хранения на местах общего пользования.